# 阪南岬消防組合
阪南岬消防組合（はんなんみさきしょうぼうくみあい）は、かつて存在した一部事務組合（消防組合）。大阪府阪南市及び泉南郡岬町によって組織されていた。管轄区域は前述の1市1町。消防本部の名称は、阪南岬消防組合消防本部。2013年4月からは泉州南消防組合に統合され、同消防組合は解散した。

## 概要
- 組合事務所：阪南市黒田264-1
- 消防本部：阪南市黒田264-1
- 管内面積：85.13km2
- 職員定数：102人
- 消防署2カ所
- 主力機械（2010年4月1日現在）
  - 普通消防ポンプ自動車：4
  - 水槽付消防ポンプ自動車：2
  - はしご付消防自動車：1
  - 化学消防自動車：1
  - 救急自動車：6
  - 救助工作車：1
  - 査察広報車：1
  - 広報車：1
  - その他：6

## 沿革
- 1977年4月　泉南郡阪南町が阪南町消防本部・阪南町消防署を設置。
- 1991年10月　阪南町の市制施行に伴い、阪南市消防本部・阪南市消防署に改称。
- 1996年10月　阪南市と非常備であった岬町が、阪南市・岬町消防広域化推進協議会を設立。
- 1999年4月　阪南岬消防組合設立準備室を設置。
- 2000年4月　阪南岬消防組合を設立。
- 2001年4月　阪南市消防本部が移行し、阪南岬消防組合消防本部を設置。1本部2署（阪南消防署・岬消防署）体制で業務開始。
- 2003年1月　3点セット（大型化学車・大型高所放水車・泡原液搬送車）を岬消防署に配備。
- 2013年4月　泉州南消防組合に統合される。

## 組織
- 組合議会
  - 議員定数：7人（阪南市：4人、岬町：3人）
- 執行機関
  - 管理者（関係市町の長の互選により選出）
  - 副管理者（管理者以外の関係市町の長）
  - 会計管理者（管理者の属する市町の会計管理者）
  - 監査委員：2人
  - 消防本部：総務課、予防課、警備課
  - 消防署

## 消防署
| 消防署     | 住所               | 出張所 |
| ---------- | ------------------ | ------ |
| 阪南消防署 | 阪南市黒田264-1    | なし   |
| 岬消防署   | 泉南郡岬町深日1415 | なし   |

## その他
管内の岬町には多奈川第二発電所を有するが長期計画停止中で稼働していないため、管轄消防本部に装備が義務付けられる化学車3点セットは既に廃車となっている。